# 나판수
나판수(1923년 7월 29일~1989년 7월 18일)는 대한민국의 정치인이다. 제4대 국회의원을 지냈다.

## 역대 선거 결과
|  | 27.67% |

|  | 17.84% |

|  | 12.87% |